# La Unión, Candelaria
La Unión är en ort i Mexiko.   Den ligger i kommunen Candelaria och delstaten Campeche, i den sydöstra delen av landet, 900 km öster om huvudstaden Mexico City. La Unión ligger 150 meter över havet och antalet invånare är 122.
Terrängen runt La Unión är platt, och sluttar brant västerut. Runt La Unión är det glesbefolkat, med 11 invånare per kvadratkilometer. Närmaste större samhälle är Miguel de la Madrid, 11,5 km väster om La Unión. I omgivningarna runt La Unión växer i huvudsak städsegrön lövskog.